# 1994 PU32
1994 PU32 är en asteroid i huvudbältet som upptäcktes den 12 augusti 1994 av den belgiske astronomen Eric W. Elst vid La Silla-observatoriet.
Asteroiden har en diameter på ungefär 3 kilometer.